# Advanced Aerodynamics & Structures
Die Advanced Aerodynamics & Structures Inc. (AASI) war ein US-amerikanischer Flugzeughersteller, der 1990 von Darius Sharifzadeh, Carl L. Chen und Roy Norris gegründet wurde. Zunächst arbeitete die Firma in Burbank, Kalifornien und zog dann 1998 nach Long Beach, wo sie zu diesem Zeitpunkt 85 Angestellte beschäftigte.
Die Firma entwickelte, auf einer Idee Chens beruhend, preisgünstige Geschäfts-Flugzeuge in Entenflugzeugauslegung und Hecktriebwerk, die sogenannte Jetcruizer Serie, mit den Flugzeugtypen AASI Jetcruzer 450 und 500 P. Es gab auch Pläne für einen kleinen Jet. Trotz der langen Entwicklungszeit konnte keine Serienproduktion begonnen werden.
Im Jahre 2002 übernahm AASI die angeschlagene Firma Mooney. Dieser Konzern, inzwischen Mooney Aerospace Group Ltd (MASG) umbenannt, entschloss sich jedoch, die eher konventionelle Geschäftsreiseflugzeuglinie von Mooney weiterzuverfolgen. Daraufhin wurden die Konstruktion und die Anlagen für die Jetcruizer-Serie im Februar 2004 an Innova Aircraft verkauft. Im Mai 2004 verkaufte MASG die restlichen Anteile an die Allen Holding Finance. Trotz allem musste das Unternehmen am 10. Juni 2004 den Betrieb endgültig einstellen.